# شهرستان بلاند (ویرجینیا)
شهرستان بلاند، ویرجینیا (به انگلیسی: Bland County, Virginia) یک سکونتگاه مسکونی در ایالات متحده آمریکا است که در ویرجینیا واقع شده‌است.

## خصوصیات
شهرستان بلاند ۹۲۹٫۸۱ کیلومترمربع مساحت دارد.